# Natriumsorbaat
Natriumsorbaat is het natriumzout van sorbinezuur en heeft als brutoformule C6H7NaO2.

## Toepassingen
Natriumsorbaat wordt gebruikt als een conserveermiddel (E201), hoofdzakelijk tegen schimmel, in fruit, groenten, yoghurt en ander bewerkt voedsel. Natriumsorbaat is niet effectief tegen bacteriën.
Natriumsorbaat werkt met een pH onder de 6,5 het meest effectief.

## Voorkomen
In de natuur komt natriumsorbaat voor in de wilde lijsterbes (Sorbus aucuparia).